# Згорни Слемен (община Марибор)
Вижте пояснителната страница за други значения на Згорни Слемен (Марибор).
Згорни Слемен (на словенски: Zgornji Slemen) е село в Словения, Подравски регион, община Марибор. Според Националната статистическа служба на Република Словения през 2002 г. селото има 77 жители.